# Pirpirituba (kommun)
Pirpirituba är en kommun i Brasilien.   Den ligger i delstaten Paraíba, i den östra delen av landet, 1 700 km nordost om huvudstaden Brasília. Antalet invånare är 10 319.
Följande samhällen finns i Pirpirituba:
- Pirpirituba

Omgivningarna runt Pirpirituba är huvudsakligen savann. Runt Pirpirituba är det tätbefolkat, med 511 invånare per kvadratkilometer.